# 스포르차-폴리클리니코역
스포르차-폴리클리니코 역(이탈리아어: Sforza-Policlinico)은 밀라노 지하철 4호선의 역이다. 2024년 10월 20일 4호선 전 구간 개통과 함께 개업하였다.

## 역사
2015년 1월 19일 역 부지가 시공사에게 넘어갔으며 같은해 11월 2일 착공에 들어갔다. 첫 공사 당시 역에서 550m 떨어진 위치에 있는 밀라노 지하철 3호선의 미소리역과의 환승통로도 함께 건설된다는 발표가 있었다. 과거에는 크로체타역과의 환승이 있을 것으로 예상되었으나 거리는 짧아도 밀라노 대학교 밑으로 터널을 굴착해야 하는 등 공사의 난이도가 높아 고려되지 않았다.
그러나 최종단계에서 직접환승안은 폐기되고 지상의 판타노길 (Via Pantano)를 따라 550m를 직접 걷도록 하는 식으로 간접환승이 이루어지도록 하였다. 판타노길과 라르가길 (Via Larga) 교차로에 새로운 지하철 3호선 입구를 건설하여 접근성을 높인다는 계획이었다.
2024년 10월 20일 지하철 4호선 전 구간 개통과 함께 영업에 들어갔다.

## 환승
역 주변에 밀라노 교통공사 (ATM)이 운영하는 대중교통 노선과의 환승이 가능하다.
- 트램 정류장 (16번, 24번)
- 버스 정류장

## 내부 시설
역 내부에는 다음과 같은 시설이 있다.
- 장애인 전용시설
- 엘레베이터
- 에스컬레이터
- 매표기
- CCTV
- 화장실

## 같이 보기
- 밀라노 산 크리스토포로역
- 밀라노 포를라니니역
- 다테오역